# 29984 Zefferer
29984 Zefferer è un asteroide della fascia principale. Scoperto nel 1999, presenta un'orbita caratterizzata da un semiasse maggiore pari a 2,6315573 UA e da un'eccentricità di 0,0616097, inclinata di 2,40865° rispetto all'eclittica.